# Bine Brändle
Bine Brändle (* 1975 in Neu-Ulm; bürgerlich Sabine Brändle-Köroglu) ist eine deutsche Designerin, Kinder- und Sachbuch-Autorin. Durch Auftritte in Fernsehsendungen wurde Brändle einem breiteren Publikum bekannt.

## Leben
Bine Brändle verbrachte ihre Kindheit in Deutschland wie auch in der Schweiz. Sie studierte Kommunikations-Design an der Hochschule Augsburg, absolvierte ein Studium der Illustration an der “École Supérieure Estienne” in Paris und studierte an der Kunstakademie in Barcelona freie Kunst und Fotografie.  2001 schloss sie das Studium mit Diplom ab. Für ihre Diplomarbeit bekam sie den Preis des Landes Schwaben.
Heute ist sie freiberuflich als Illustratorin sowie als Sach- und Kinderbuchautorin tätig. Brändle ist verheiratet und hat zwei Kinder.

## Schriften
- Weihnachten bei Wichteln. Ravensburger, 2001, ISBN 3-473-69802-4.
- Flusi, das Sockenmonster. Ravensburger, 2003, ISBN 3-473-33096-5.
- Frohe Ostern. Ravensburger, 2003, ISBN 3-473-31092-1.
- Eine Sockenparty für Flusi. 2005, ISBN 3-473-33034-5.
- Kreative Bastelhits. Ravensburger, 2006, ISBN 3-473-55612-2.
- Flusi taucht ab. Ravensburger, 2006, ISBN 3-473-33251-8.
- Flusi das Sockenmonster ist da. Ravensburger, 2007, ISBN 978-3-473-69340-5.
- Ein aufregender Tag für Flusi. Ravensburger, 2007, ISBN 978-3-473-69340-5.
- Flusi hat die Sockenmonsterpocken. Ravensburger, ISBN 978-3-473-69340-5.
- Flusi jagt den Sockenbeisser. Ravensburger, 2007, ISBN 978-3-473-69340-5.
- Meine bunte Welt: Individuelle Gestaltungsideen. Frech, 2009, ISBN 978-3-7724-6809-4.
- mit Benjamin Brändle: Maschenspaß mit Flusi, Geschichten, Spiele, Strickanleitungen. Frech, 2011, ISBN 978-3-7724-6737-0.
- mit Benjamin Brändle: Meine Kleinen Monster, Glucksi zieht nach Monsterstadt. Moses, 2012, ISBN 978-3-89777-643-2.
- mit Benjamin Brändle: Meine Kleinen Monster, Bammel, das ängstliche Monster. Moses, 2012, ISBN 978-3-89777-644-9.
- mit Benjamin Brändle: Meine Kleinen Monster, Winz, das kleine Monster. Moses, 2012, ISBN 978-3-89777-646-3.
- mit Benjamin Brändle: Meine Kleinen Monster, Mampf, das verfressene Monster. Moses, 2012, ISBN 978-3-89777-645-6.
- Aufgepeppt & umgestylt. Neues aus der bunten Welt. Frech Verlag, 2013, ISBN 978-3-7724-5930-6.
- Mein bunter Garten. Frech Verlag, 2014, ISBN 978-3-7724-5938-2.
- Meine bunte Weihnachtswelt. Zauberhafte Ideen. Frech Verlag, 2015, ISBN 978-3-7724-7575-7.